# Diego Lenzi
Diego Lenzi (Bologna, 29 maggio 2001) è un pugile italiano nella categoria dei pesi supermassimi.

## Biografia
Nato a Bologna, inizia a dedicarsi al pugilato a 18 anni dopo aver praticato culturismo e calcio.
Si qualifica alle olimpiadi di Parigi 2024 attraverso i tornei minori svoltosi a Busto Arsizio, battendo contro pronostico prima il pugile spagnolo Ayoub Ghadfa (bronzo mondiale 2023) e poi Danis Mansurovich Latypov (argento europeo 2022).. Nel torneo olimpico passa il primo turno sconfiggendo a sorpresa il favorito Joshua Edwards con verdetto non unanime, per essere battuto dal tedesco Nelvie Tiafack.
Dopo le Olimpiadi passa al professionismo con la `The Art of Fighting`, debuttando il 15 Dicembre 2024 al Centro Pavesi di Milano sconfiggendo il serbo Georgije Stanisavljev per KO.
Il 15 marzo 2025 sconfigge l'esperto pugile italiano Andrea Pesce per TKO alla seconda ripresa.